# Albert König
Albert König (n. 22 martie 1881, Eschede, Regatul Prusiei, Imperiul German – d. 5 februarie 1944, Südheide⁠(d), Statul Liber Prusia⁠(d), Reich-ul German) a fost un pictor german.

## Biografie
Albert a fost fiul fierarului satului Albert Christoph König și al Carolinei, s-a născut în Südheide, Eschede. König va crește în condiții modeste, în anul 1919 se va căsători cu Dorothee Borsdorf. Se va muta  în 1927 la Unterlüß în casa nouă construită. Aici va duce o viață retrasă ca cioplitor în lemn și pictor.
Pictura a învățat-o în școală unde a urmat în anul 1895 un curs ca pictor decorator. In anul 1901 a început să urmeze o școală de pictură și desenator din Düsseldorf. După stagiul  militar studiază pictura la  Georg Tappert și Lovis Corint un reprezentant cunoscut al impresionismului german. In anul 1932 va primi o bursă de la fundația Albrecht Dürer.

## Activitate
În 1911 se va întoarce la Eschede unde va face primele sculpturi în lemn care îl vor face cunoscut pe plan internațional. În 1913 va deveni membru al uniunii artiștilor germani. În anii 1930 va realiza diferite studii despre natură, urmat de picturi în ulei și tempera.

În anul 1912 va fi medaliat cu bronz la o expoziție artistică internațională în Amsterdam. O stradă în Unterlüß va primi numele lui.